# 1422
1422 (MCDXXII) fue un año común comenzado en jueves del calendario juliano.

## Acontecimientos
- Enrique VI de Inglaterra hereda el trono de Inglaterra y Francia.

## Fallecimientos
- 31 de agosto - Enrique V de Inglaterra
- 21 de octubre - Carlos VI de Francia
- Jean de Béthencourt, navegante francés.